# Droga wojewódzka 472
Die Droga wojewódzka 472 (DW 472) ist eine neun Kilometer lange Droga wojewódzka (Woiwodschaftsstraße) in der polnischen Woiwodschaft Pommern, die zur Gänze in Danzig liegt.

## Streckenverlauf
Woiwodschaft Pommern, Kreisfreie Stadt Gdańsk
-  Gdańsk (Danzig) (S 6, S 7, DK 7, DK 89, DK 91, DW 218, DW 221, DW 222, DW 468, DW 501)